# Obávaný
Obávaný (v originále Le Redoutable) je francouzský životopisný film z roku 2017, který napsal, koprodukoval a režíroval Michel Hazanavicius. Jedná se o adaptaci knihy One Year After od Anne Wiazemsky, vydané v roce 2015. Film o Jeanovi-Lucovi Godardovi se soustřeďuje na období 1967–1969 a na jeho vztah s manželkou Anne Wiazemsky. Snímek měl světovou premiéru na filmovém festivalu v Cannes dne 21. května 2017.

## Děj
Slavný režisér Jean-Luc Godard a jeho manželka Anne Wiazemsky jsou konfrontováni s událostmi května roku 1968. Maoistické hnutí filmaře tlačí k natočení politicky angažovaného filmu, což trápí jeho obdivovatele a přátele.

## Obsazení
| Louis Garrel      | Jean-Luc Godard       |
| Stacy Martin      | Anne Wiazemsky        |
| Bérénice Bejo     | Michèle Rosier        |
| Micha Lescot      | Jean-Pierre Bamberger |
| Grégory Gadebois  | Michel Cournot        |
| Félix Kysyl       | Jean-Pierre Gorin     |
| Arthur Orcier     | Jean-Henri Roger      |
| Marc Fraize       | Émile                 |
| Romain Goupil     | policista             |
| Guido Caprino     | Bernardo Bertolucci   |
| Emmanuele Aita    | Marco Ferreri         |
| Matteo Martari    | Marco Margine         |
| Jean-Pierre Mocky | zákazník v restauraci |

## Ocenění
- Lumières: nominace v kategoriích nejlepší režie (Michel Hazanavicius) a nejlepší herec (Louis Garrel)
- César: nominace v kategoriích nejlepší režie (Michel Hazanavicius), nejlepší herec (Louis Garrel), nejlepší adaptace (Michel Hazanavicius), nejlepší kamera (Guillaum Schiffman), nejlepší výprava (Christian Marti)